# أرون كيز
أرون كيز (بالإنجليزية: Aaron Keyes)‏ هو كاتب أغاني أمريكي، ولد في 8 سبتمبر 1978 في غرينفيل في الولايات المتحدة.

## النشأة
ولد كيز في 8 سبتمبر 1978، باسم آرون روبرت كيز، في مستشفى جرينفيل، ساوث كارولينا. والده مبشر.

## الحياة الخاصة
يعيش مع زوجته ميغان كيز وأطفالهما في سنيلفيل، جورجيا.